# Salzhausen
Salzhausen is een gemeente in de Duitse deelstaat Nedersaksen. De gemeente maakt, als bestuurszetel, deel uit van de Samtgemeinde Salzhausen in het Landkreis Harburg. Salzhausen telt 4.869 inwoners.

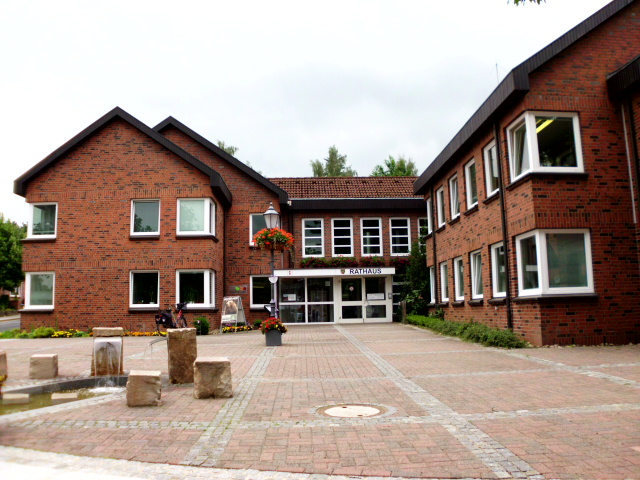
Gemeentehuis (1983)

De gemeente Salzhausen bestaat uit de vier Gemeindeteile Salzhausen, Luhmühlen, Oelstorf en Putensen. Het gemeentebestuur van de Samtgemeinde Salzhausen en dat van de deelgemeente Salzhausen zijn in hetzelfde gebouw gevestigd.
Oelstorf ligt direct ten westen van het hoofddorp Salzhausen, Luhmühlen direct ten oosten ervan. Putensen ligt 3 kilometer ten zuidoosten van Salzhausen. Voor informatie over infrastructruur zie: Samtgemeinde Salzhausen.

## Geschiedenis

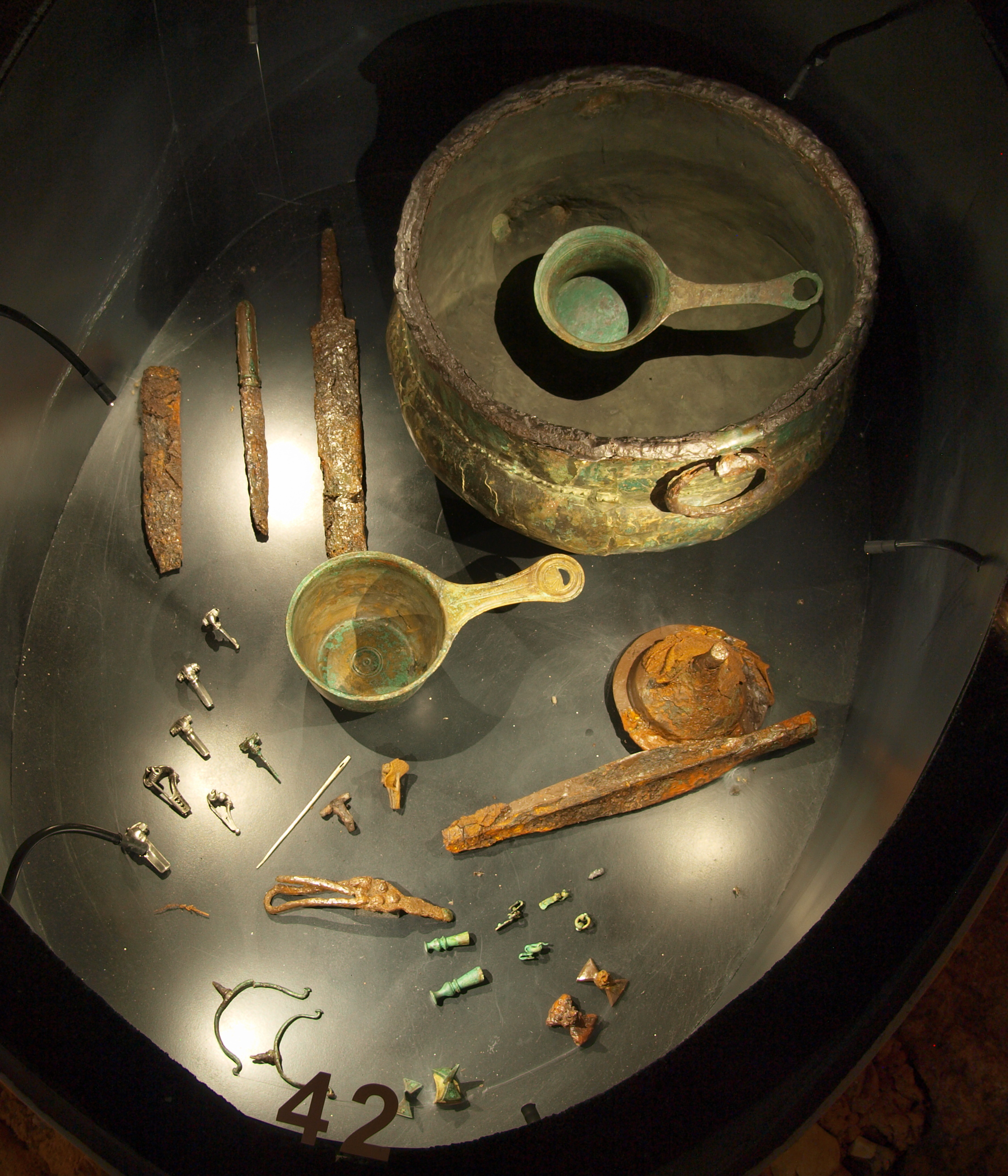
Grafvondsten Krijger nr. 150 van de Putenser grafvelden (collectie Archäologisches Museum Hamburg)

Ruim één kilometer ten zuiden van Putensen is de locatie van twee archeologisch belangrijke grafvelden uit de periode van circa 450 v.Chr.-375 na Chr. Er zijn vooral graven van krijgers blootgelegd; veel wapens uit deze periode, die aan overledenen als grafgiften waren meegegeven, zijn thans opgenomen in de collectie van het Archäologische Museum Hamburg te Hamburg-Harburg . Veel historici geloven, dat hier ook Langobardische strijders zijn begraven.
Luhmühlen heet naar een reeds sinds de late middeleeuwen bestaande watermolen, de Rotenburgermühle, op het riviertje de Luhe. In de Dertigjarige Oorlog (1618-1648) werd deze verwoest, maar in de 19e eeuw herbouwd. Tegenwoordig is er nog slechts een ruïne, met één in 2017 gerestaureerd molenrad, bewaard gebleven.
Salzhausen zelf werd in 1057 voor het eerst in een document vermeld. Het ontwikkelde zich tot een bescheiden regionaal centrum met o.a. een Amtshaus, waar recht werd gesproken.
Salzhausen bezat van 1898 tot 2015 een eigen ziekenhuis met 75 bedden, gevestigd in het voormalige Amtshaus en twee inmiddels gesloopte bijgebouwen.
In het verleden (19e en 20e eeuw) belangrijke bedrijven in Salzhausen produceerden bakstenen en kweekten forellen. Tegenwoordig is er vooral midden- en kleinbedrijf van lokaal en regionaal belang gevestigd. Van 1929-1960 stond in de plaats een belangrijke zuivelfabriek. Eén forellenkweekvijver, enkele kilometers ten noordoosten van Salzhausen, is nog in gebruik. Andere vijvers dienen de plaatselijke hengelsportclub.

## Bezienswaardigheden, toerisme, evenementen

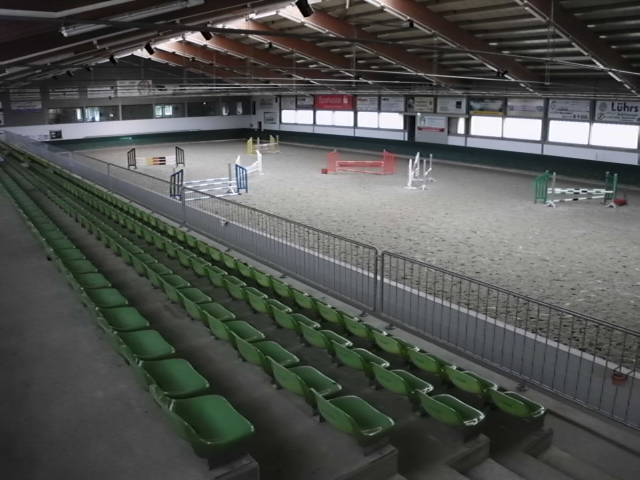
Paardrijhal te Luhmühlen
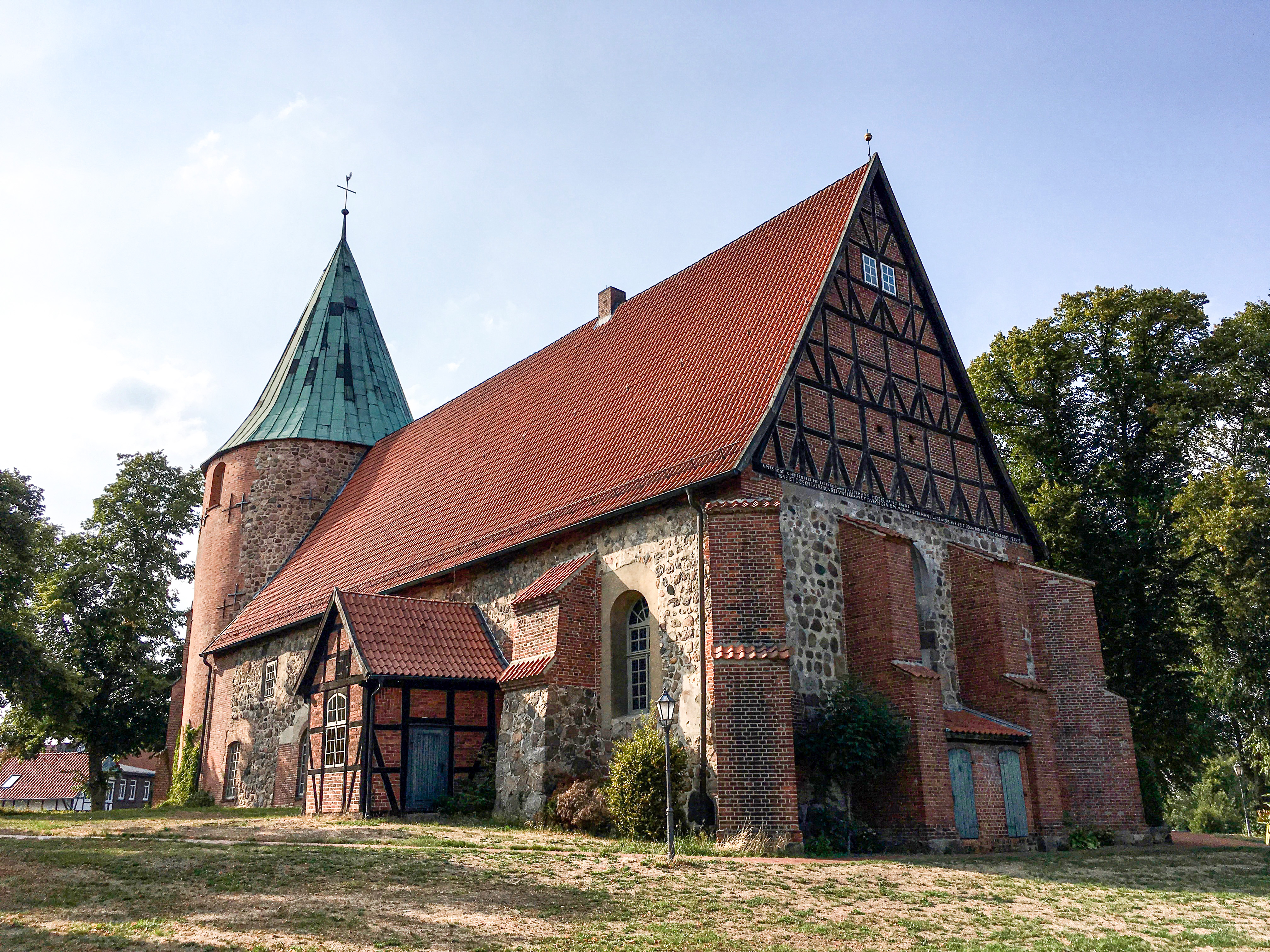
Johanneskerk, Salzhausen
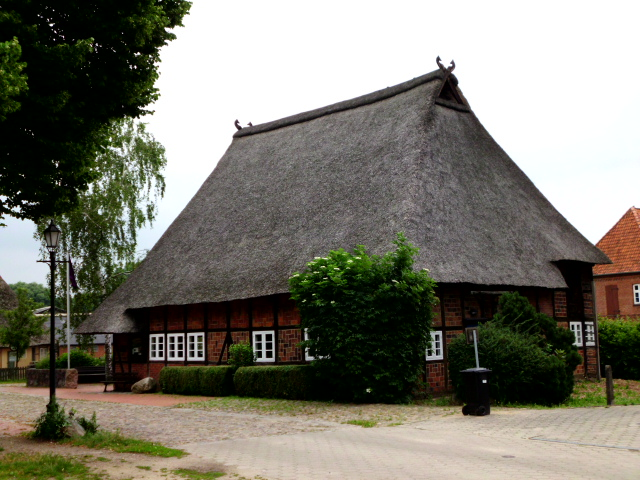
Kulturhus Dorpschün (Dorpsschuur)
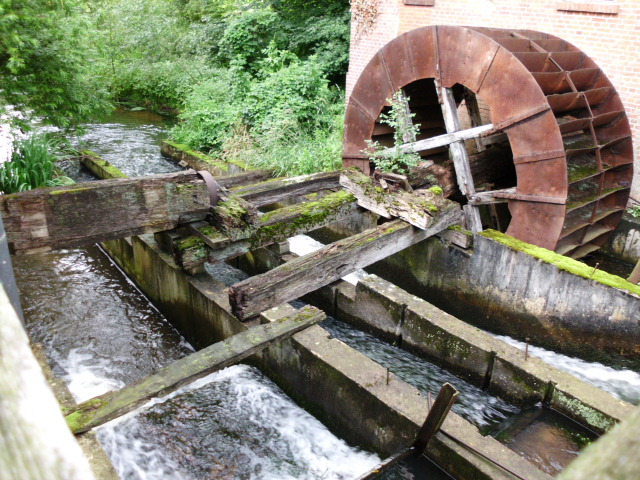
Ruïne watermolen Luhmühle
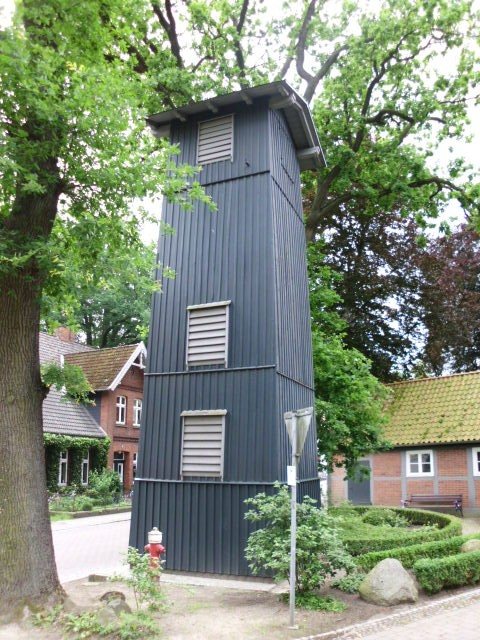
Brandslangentoren te Salzhausen, plm. 1875

De gemeente ligt op de Lüneburger Heide en biedt wandelaars en fietsers verscheidene mogelijkheden voor, ook meerdaagse, tochten. Rondom Salzhausen is een klein aantal zeer oude boerderijen bewaard gebleven, die aan een wandel- of fietsroute liggen.
Bezienswaardig in het dorp is de evangelisch-lutherse Johanneskerk, met een ronde toren uit omstreeks 1200. Het interieur bevat een altaarstuk uit plm. 1697. Delen van de kerk zijn in de 15e eeuw gebouwd van zwerfstenen.
Ten zuidoosten van de dorpskern ligt een 67 m hoge heuvel, de Paaschberg, met uitzichttoren erbovenop.
De plaats Luhmühlen is een belangrijk centrum van eventing, een tak van de paardensport. Jaarlijks, doorgaans in de maand juni, wordt er een internationaal eventing-toernooi gehouden, dat de naam CCI Luhmühlen draagt. Ten noordoosten van het dorp staat voor deze tak van sport de speciale paardrijhal Kurt-Günther-Jagau-Halle.